# Weltervikt i grekisk-romersk stil för herrar i brottning vid olympiska sommarspelen 2004
Herrarnas brottningsturnering i grekisk-romersk stil i viktklassen weltervikt vid olympiska sommarspelen 2008 avgjordes den 25-26 augusti i Aten i Ano Liossia Olympic Hall. 

## Medaljörer
| Klass      | Guld                                 | Silver                         | Brons                           |
| Weltervikt | Aleksandr Dokturashvili · Uzbekistan | Marko Yli-Hannuksela · Finland | Varteres Samurgasjev · Ryssland |

## Resultat

### Förkortningar
- EF — Vinst genom förverkande, förloraren ej plancerad
- E2 — Båda brottarna diskvalificerade för brott mot reglerna
- EV — Diskvalifikation från samtliga tävlingar för brott mot reglerna
- EX — 3 varningar eller brott mot reglerna
- PA — Skada/uteblivande
- PO — Vinst efter poäng, förloraren utan teknik-poäng
- PP — Vinst efter poäng, förloraren med teknik-poäng
- SP — Teknisk överlägsenhet, 10 poängs skillnad, förloraren hade poäng
- ST — Teknisk överlägsenhet, 10 poängs skillnad, förloraren utan poäng
- TO — Vinst efter fall
- KP — Klassificeringspoäng
- TP — Tekniska poäng

### Utslagningsronder

#### Grupp 1
| Tävlande                   | Spelade | Vunna | Förlorade | KP | TP |
| -------------------------- | ------- | ----- | --------- | -- | -- |
| Filiberto Azcuy (CUB)      | 2       | 2     | 0         | 6  | 12 |
| Choi Duk-Hoon (KOR)        | 2       | 1     | 1         | 4  | 8  |
| Radosław Truszkowski (POL) | 2       | 0     | 2         | 1  | 1  |

|                            | Poäng |                            | KP     |
| -------------------------- | ----- | -------------------------- | ------ |
| Filiberto Azcuy (CUB)      | 6–2   | Choi Duk-Hoon (KOR)        | 3–1 PP |
| Radosław Truszkowski (POL) | 0–6   | Filiberto Azcuy (CUB)      | 0–3 PO |
| Choi Duk-Hoon (KOR)        | 6–1   | Radosław Truszkowski (POL) | 3–1 PP |

#### Grupp 2
| Tävlande                   | Spelade | Vunna | Förlorade | KP | TP |
| -------------------------- | ------- | ----- | --------- | -- | -- |
| Marko Yli-Hannuksela (FIN) | 2       | 2     | 0         | 6  | 7  |
| Daniar Kobonov (KGZ)       | 2       | 1     | 1         | 3  | 3  |
| Katsuhiko Nagata (JPN)     | 2       | 0     | 2         | 1  | 2  |

|                            | Poäng |                            | KP     |
| -------------------------- | ----- | -------------------------- | ------ |
| Katsuhiko Nagata (JPN)     | 2–3   | Daniar Kobonov (KGZ)       | 1–3 PP |
| Marko Yli-Hannuksela (FIN) | 3–0   | Katsuhiko Nagata (JPN)     | 3–0 PO |
| Daniar Kobonov (KGZ)       | 0–4   | Marko Yli-Hannuksela (FIN) | 0–3 PO |

#### Grupp 3
| Tävlande                  | Spelade | Vunna | Förlorade | KP | TP |
| ------------------------- | ------- | ----- | --------- | -- | -- |
| Reto Bucher (SUI)         | 2       | 2     | 0         | 6  | 9  |
| Sai Yinjiya (CHN)         | 2       | 1     | 1         | 4  | 7  |
| Aliaksandr Kikiniou (BLR) | 2       | 0     | 2         | 2  | 5  |

|                           | Poäng |                           | KP     |
| ------------------------- | ----- | ------------------------- | ------ |
| Aliaksandr Kikiniou (BLR) | 3–5   | Sai Yinjiya (CHN)         | 1–3 PP |
| Reto Bucher (SUI)         | 3–2   | Aliaksandr Kikiniou (BLR) | 3–1 PP |
| Sai Yinjiya (CHN)         | 2–6   | Reto Bucher (SUI)         | 1–3 PP |

#### Grupp 4
| Tävlande                   | Spelade | Vunna | Förlorade | KP | TP |
| -------------------------- | ------- | ----- | --------- | -- | -- |
| Danil Khalimov (KAZ)       | 2       | 2     | 0         | 6  | 11 |
| José Alberto Recuero (ESP) | 2       | 1     | 1         | 5  | 4  |
| Yasha Manasherov (ISR)     | 2       | 0     | 2         | 0  | 0  |

|                            | Poäng |                            | KP     |
| -------------------------- | ----- | -------------------------- | ------ |
| Danil Khalimov (KAZ)       | 8–0   | Yasha Manasherov (ISR)     | 3–0 PO |
| José Alberto Recuero (ESP) | 2–3   | Danil Khalimov (KAZ)       | 1–3 PP |
| Yasha Manasherov (ISR)     | 0–2   | José Alberto Recuero (ESP) | 0–4 TO |

#### Grupp 5
| Tävlande                   | Spelade | Vunna | Förlorade | KP | TP |
| -------------------------- | ------- | ----- | --------- | -- | -- |
| Varteres Samurgashev (RUS) | 3       | 3     | 0         | 9  | 21 |
| Konstantin Schneider (GER) | 3       | 2     | 1         | 8  | 11 |
| Volodymyr Shatskykh (UKR)  | 3       | 1     | 2         | 4  | 0  |
| Mohammad Babulfath (SWE)   | 3       | 0     | 3         | 0  | 0  |

|                            | Poäng |                            | KP     |
| -------------------------- | ----- | -------------------------- | ------ |
| Mohammad Babulfath (SWE)   | 0–4   | Konstantin Schneider (GER) | 0–3 PO |
| Varteres Samurgashev (RUS) | 4–0   | Volodymyr Shatskykh (UKR)  | 3–0 PO |
| Mohammad Babulfath (SWE)   | 0–9   | Varteres Samurgashev (RUS) | 0–3 PO |
| Konstantin Schneider (GER) | 4–0   | Volodymyr Shatskykh (UKR)  | 4–0 TO |
| Mohammad Babulfath (SWE)   |       | Volodymyr Shatskykh (UKR)  | 0–4 PA |
| Konstantin Schneider (GER) | 3–8   | Varteres Samurgashev (RUS) | 1–3 PP |

#### Grupp 6
| Tävlande                      | Spelade | Vunna | Förlorade | KP | TP |
| ----------------------------- | ------- | ----- | --------- | -- | -- |
| Aleksandr Dokturashvili (UZB) | 3       | 3     | 0         | 9  | 16 |
| Tamás Berzicza (HUN)          | 3       | 2     | 1         | 8  | 5  |
| Alexios Kolitsopoulos (GRE)   | 3       | 1     | 2         | 4  | 6  |
| Vugar Aslanov (AZE)           | 3       | 0     | 3         | 1  | 2  |

|                               | Poäng |                               | KP     |
| ----------------------------- | ----- | ----------------------------- | ------ |
| Vugar Aslanov (AZE)           | 2–2   | Alexios Kolitsopoulos (GRE)   | 1–3 PP |
| Aleksandr Dokturashvili (UZB) | 4–2   | Tamás Berzicza (HUN)          | 3–1 PP |
| Vugar Aslanov (AZE)           | 0–4   | Aleksandr Dokturashvili (UZB) | 0–3 PO |
| Alexios Kolitsopoulos (GRE)   | 0–3   | Tamás Berzicza (HUN)          | 0–3 PO |
| Vugar Aslanov (AZE)           |       | Tamás Berzicza (HUN)          | 0–4 PA |
| Alexios Kolitsopoulos (GRE)   | 4–8   | Aleksandr Dokturashvili (UZB) | 1–3 PP |

### Utslagningsträd
|  | Kvartsfinaler              | Kvartsfinaler              | Kvartsfinaler |  |  | Semifinaler                   | Semifinaler                   | Semifinaler                   |   |                            | Final                      | Final                      | Final      |
|  |                            |                            |               |  |  |                               |                               |                               |   |                            |                            |                            |            |
|  | Filiberto Azcuy (CUB)      | Filiberto Azcuy (CUB)      | 1             |  |  |                               |                               |                               |   |                            |                            |                            |            |
|  | Marko Yli-Hannuksela (FIN) | Marko Yli-Hannuksela (FIN) | 3             |  |  | Marko Yli-Hannuksela (FIN)    | Marko Yli-Hannuksela (FIN)    | 3                             |   |                            |                            |                            |            |
|  | Reto Bucher (SUI)          | Reto Bucher (SUI)          | 3             |  |  | Reto Bucher (SUI)             | Reto Bucher (SUI)             | 0                             |   |                            |                            |                            |            |
|  | Danil Khalimov (KAZ)       | Danil Khalimov (KAZ)       | 0             |  |  |                               |                               |                               |   | Marko Yli-Hannuksela (FIN) | Marko Yli-Hannuksela (FIN) | 1                          |            |
|  |                            |                            |               |  |  |                               | Aleksandr Dokturashvili (UZB) | Aleksandr Dokturashvili (UZB) | 4 |                            |                            |                            |            |
|  |                            |                            |               |  |  | Varteres Samurgashev (RUS)    | Varteres Samurgashev (RUS)    | 2                             |   |                            |                            |                            |            |
|  |                            |                            |               |  |  | Aleksandr Dokturashvili (UZB) | Aleksandr Dokturashvili (UZB) | 5                             |   |                            | Bronsmatch                 | Bronsmatch                 | Bronsmatch |
|  |                            |                            |               |  |  |                               |                               |                               |   |                            |                            |                            |            |
|  |                            |                            |               |  |  |                               |                               |                               |   |                            | Reto Bucher (SUI)          | Reto Bucher (SUI)          | 0          |
|  |                            |                            |               |  |  |                               |                               |                               |   |                            | Varteres Samurgashev (RUS) | Varteres Samurgashev (RUS) | 10         |

|  | 5:e plats |                       |    |  |
|  |           |                       |    |  |
|  | 1         | Filiberto Azcuy (CUB) |    |  |
|  | 1         | Filiberto Azcuy (CUB) |    |  |
|  | 2         | Danil Khalimov (KAZ)  | PA |  |